# Kieffer Knoll
Der Kieffer Knoll ist ein felsiger Hügel in der antarktischen Ross Dependency. Er markiert das nordöstliche Ende der Queen Elizabeth Range und ragt an der Einmündung des Lowery-Gletschers in den Nimrod-Gletscher auf.
Der United States Geological Survey kartierte ihn anhand eigener Tellurometervermessungen und Luftaufnahmen der United States Navy aus den Jahren von 1960 bis 1962. Das Advisory Committee on Antarctic Names benannte ihn 1966 nach Hugh Hartman Kieffer (* 1939), der von 1961 bis 1962 im Rahmen des United States Antarctic Research Program als Glaziologe auf der Roosevelt-Insel tätig war.